# Hypholoma lateritium
Hypholoma lateritium (Jacob Christian Schäffer, 1774 ex Paul Kummer, 1871), sin. Hypholoma sublateritium (Elias Magnus Fries, 1838 ex  Lucien Quélet,  1872), din încrengătura Basidiomycota, în familia Strophariaceae și de genul Hypholoma, denumită în popor ghebă cărămizie, este o  specie foarte comună saprofită de ciuperci otrăvitoare. Buretele se poate găsi în România, Basarabia și Bucovina de Nord în păduri de foioase, de conifere, mixte, la marginea drumurilor și potecilor, prin plantații de molid, chiar și în zăvoaie. Crește în grupuri mari pe buștenii putrezi, pe cioturi și, în general, pe orice bucată de lemn căzută la pământ. Apare de la câmpie la munte peste tot anul cu excepția perioadei de ger, preponderent din aprilie până în noiembrie.
Epitetul se trage din cuvântul latin (latină lateritius=(făcut din) cărămizi).

## Taxonomie

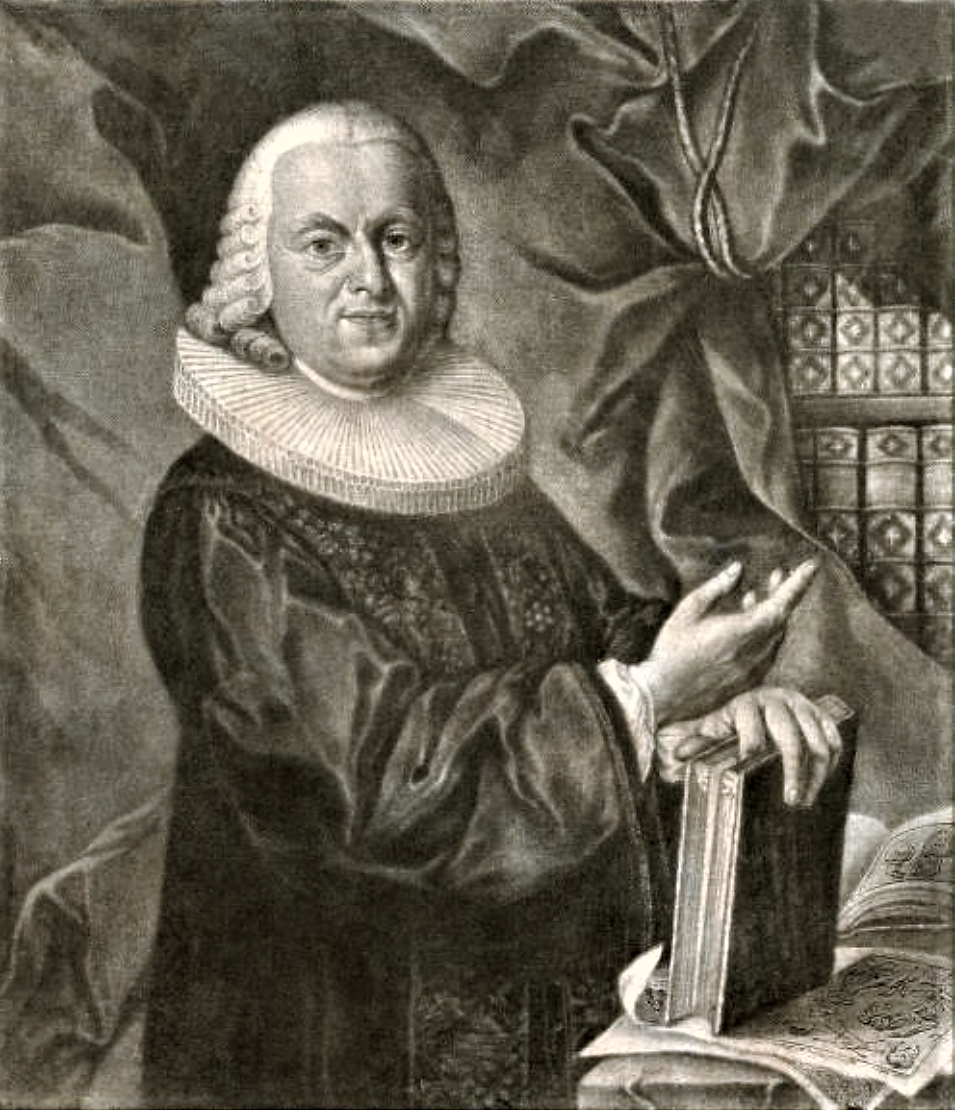
Johann Chr. Schäffer

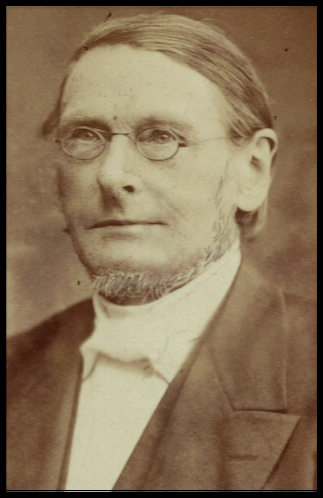
Paul Kummer

Specia a fost descrisă pentru prima dată ca Agaricus lateritius de savantul german Jacob Christian Schäffer în volumul 4 al operei sale Fungorum qui in Bavaria et Palatinatu circa Ratisbonam nascuntur icones, nativis coloribus expressae din 1774, iar în 1871, micologul german Paul Kummer a mutat specia la genul actual sub păstrarea epitetului, de verificat în lucrarea sa principală Der Führer in die Pilzkunde: Anleitung zum methodischen, leichten und sicheren Bestimmen der in Deutschland vorkommenden Pilze mit Ausnahme der Schimmel- und allzu winzigen Schleim- und Kern-Pilzchen, fiind și numele curent valabil (2023).
Între timp însă, în anul 1838, cel mai renumit micolog al secolului al XIX-lea, anume Elias Magnus Fries, a redenumit specia în cartea sa Anteckningar öfver de i Sverige växande ätliga Svampar, dând-ui numele Agaricus sublateritium și micologul francez Lucien Quélet a transferat soiul la genul Hypholoma în volumul 1 al publicației sale Les champignons du Jura et des Vosges din 1872. Datorită autorității lui Fries, taxonul Hypholoma sublateritium a rămas pentru timp lung cel valabil și mai este folosit până în prezent. Dar între timp, toate cele 3 comitete de nomenclatură fruntașe sub egida NCF (Nomenclature Committee for Fungi) au convenit asupra reintroducerii termenului creat de Schäffer/Kummer, fiind mai vechi.
S-au mai făcut încercări de redenumire care însă, nefiind folosite, pot fi neglijate.
Epitetul specific este derivat din cuvântul latin (latină lateritium=(făcut) din cărămidă), datorită aspectului pălăriei.

## Descriere

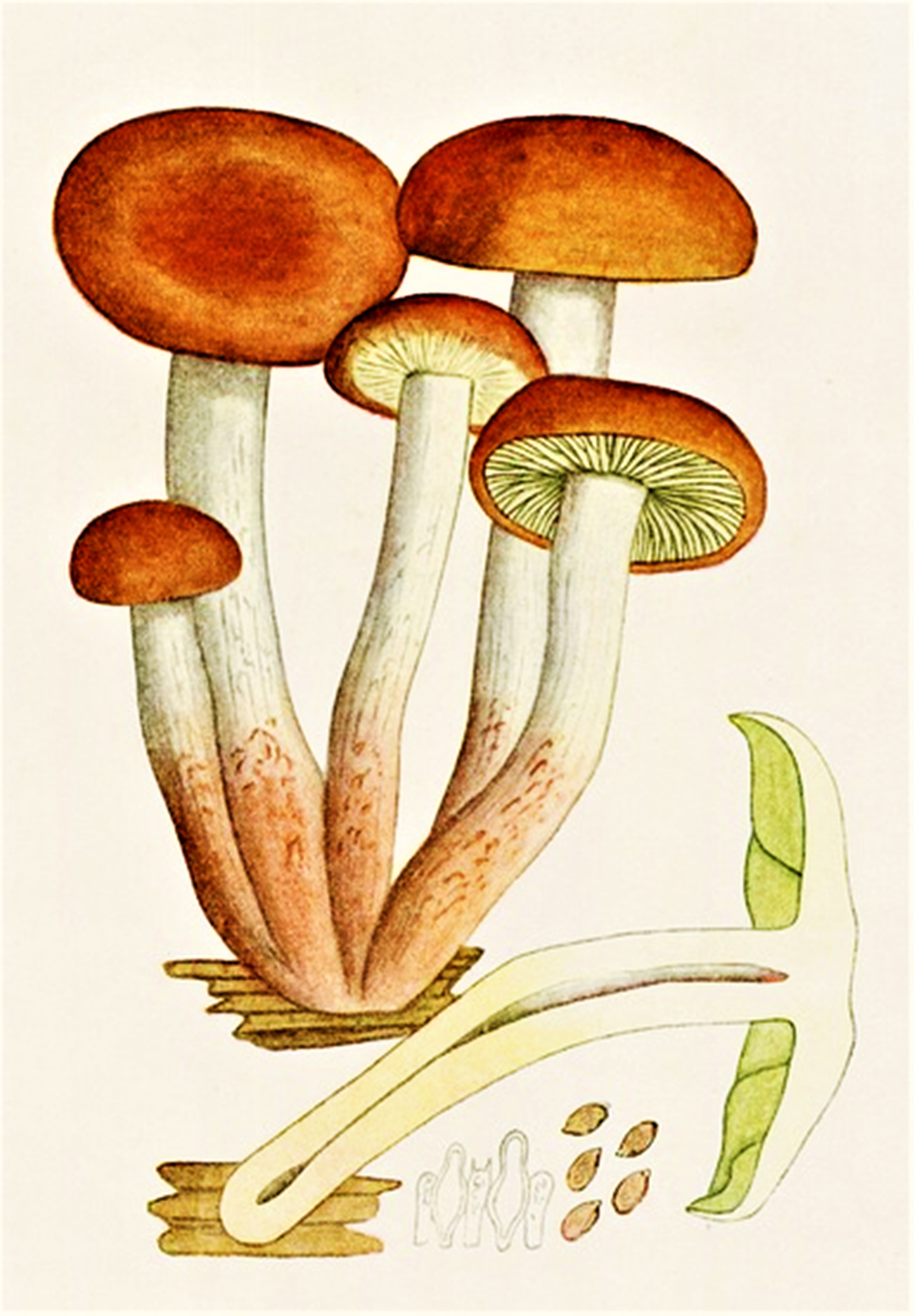
Bres.: H. sublateritium

- Pălăria: are un diametru de 3-10 (12) cm, este destul de cărnoasă, la început semisferică cu marginea răsucită spre interior, devenind convexă odată cu maturizarea, atunci deseori cu un gurgui central foarte extins și tare turtit. La exemplarele foarte tinere, cuticula este acoperită cu resturi ale vălului parțial = velum partiale foarte subțiri cu aspectul unei cortine care se transformă ulterior în  resturi gălbuie flocoase orânduite concentric și de-a lungul bordurii sunt atunci aproape întotdeauna vizibile resturi din cortină ca niște franjuri subțiri. Cuticula este, după înlăturarea fulgilor prin ploaie, netedă și lucioasă. Coloritul variază de la roșu-cărămiziu până la brun-roșcat și galben-ocru pe margini. În stadiu tânăr este nu rar rozaliu, la bătrânețe se decolorează, adesea până la albicios.
- Lamelele: sunt subțiri, foarte dese, cu numeroase lameluțe intercalate și ușor bombat, dar numai puțin aderente la  picior. Muchile sunt mai deschisă la culoare. La  exemplarele tinere, apare întotdeauna o cortină albicios-gălbuie din filamente subțiri.
- Piciorul: are o înălțime de  5-12 cm și o lățime de 0,5-1,5 cm, este cilindric, nu rar ușor curbat, fibros, rigid și elastic cu urmele unui inel fals care formează o membrană subțire și franjurată (rest al vălului parțial = velum partiale, vezi sus). Inițial plin, devine cu timpul gol pe dinăuntru. Pe dinafară poate fi neted, dar adesea și flocos-solzos. Coloritul, în tinerețe albicios până alb-gălbui, se schimbă cu timpul, fiind foarte variabil: spre vârf rămâne de culoarea din tinerețe, spre bază însă devine din ce în ce mai închis – ocru, brun-gălbui, brun roșcat, chiar și brun.
- Carnea: este compactă, deschis gălbuie, sub cuticula pălăriei roz, iar la bază brun-roșcat, cu un miros imperceptibil și,  la ciuperci foarte tinere, cu un gust amărui care devine deja la începutul maturizării puternic amar.[3][4][13]
- Caracteristici microscopice: are spori foarte mici, elipsoidali cu un por de germen nedistinct și brun-purpurii, având o mărime de 6-7 × 3,5-4,5 microni. Basidiile cilindrice până clavate cu un cârlig la bază poartă 4 sterigme fiecare și măsoară 25-30 x 6-8 microni. Cistidele (elemente sterile situate în stratul himenal sau printre celulele din pielița pălăriei și a piciorului, probabil cu rol de excreție) sunt bulbos-clavate și măsoară 35-40 x 9-12 microni. Cheilocistidele (cistide de pe muchia lamelor) au aspectul unei sticle cu un vârf rotunjit și o mărime de 20-36 × 7-12 µm. Prezintă de asemenea pleurocistide (cistide situate în himenul de pe fețele lamelelor). Stratul superior al pălăriei este format din hife (filamente septate sau neseptate, adeseori ramificate, cu creștere apicală) paralele, hialine și încrustate cu catarame pe pereții transversali de 2,5-9 μm în diametru. Firele de ciuperci de dedesubt sunt încrustate slab, pigmentate maro și au o grosime de 10-15 microni.[14][15]
- Reacții chimice: Cuticula și coaja piciorului se decolorează cu acid sulfuric încet măsliniu, coaja piciorului cu fenol încet roșu, mai târziu brun-roșcat, cu Hidroxid de amoniu repede ocru-portocaliu, apoi brun, cu Hidroxid de potasiu imediat galben-portocaliu, apoi brun,  cu sulfat de fier îndată verde închis, și cu tinctură de Guaiacum verde deschis.[16][17]

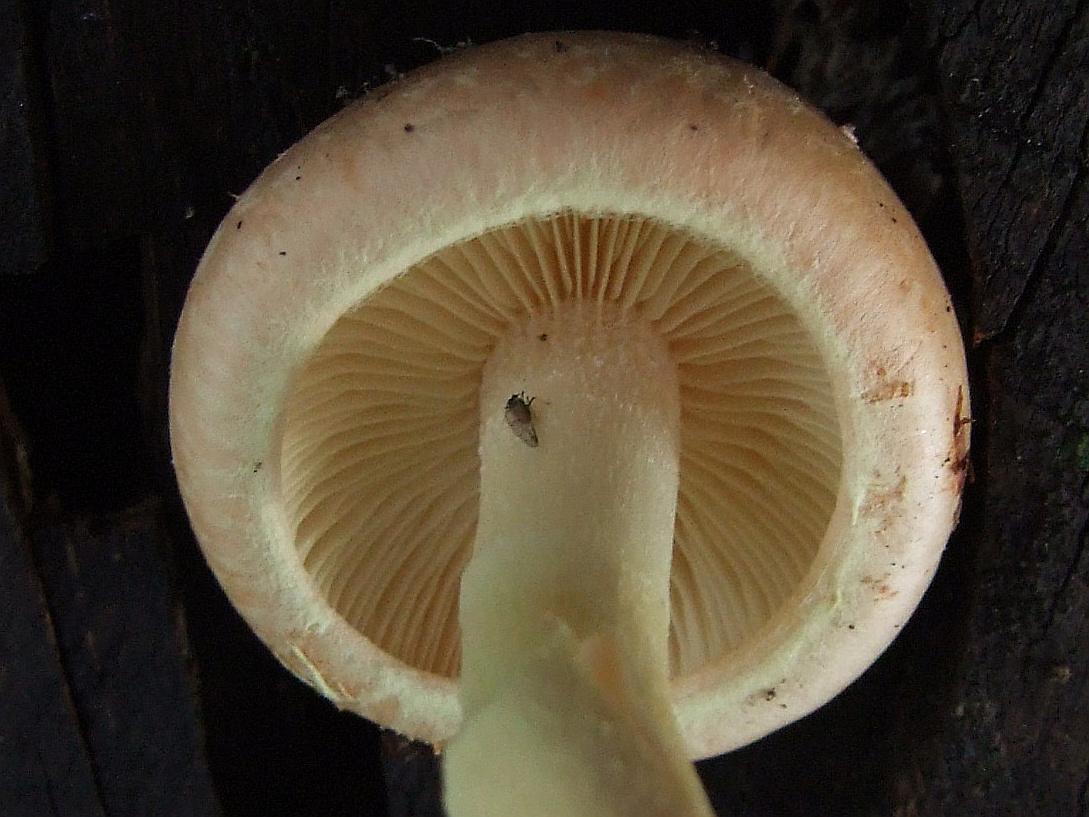
H. lateritium mai tânără: lamele și picior
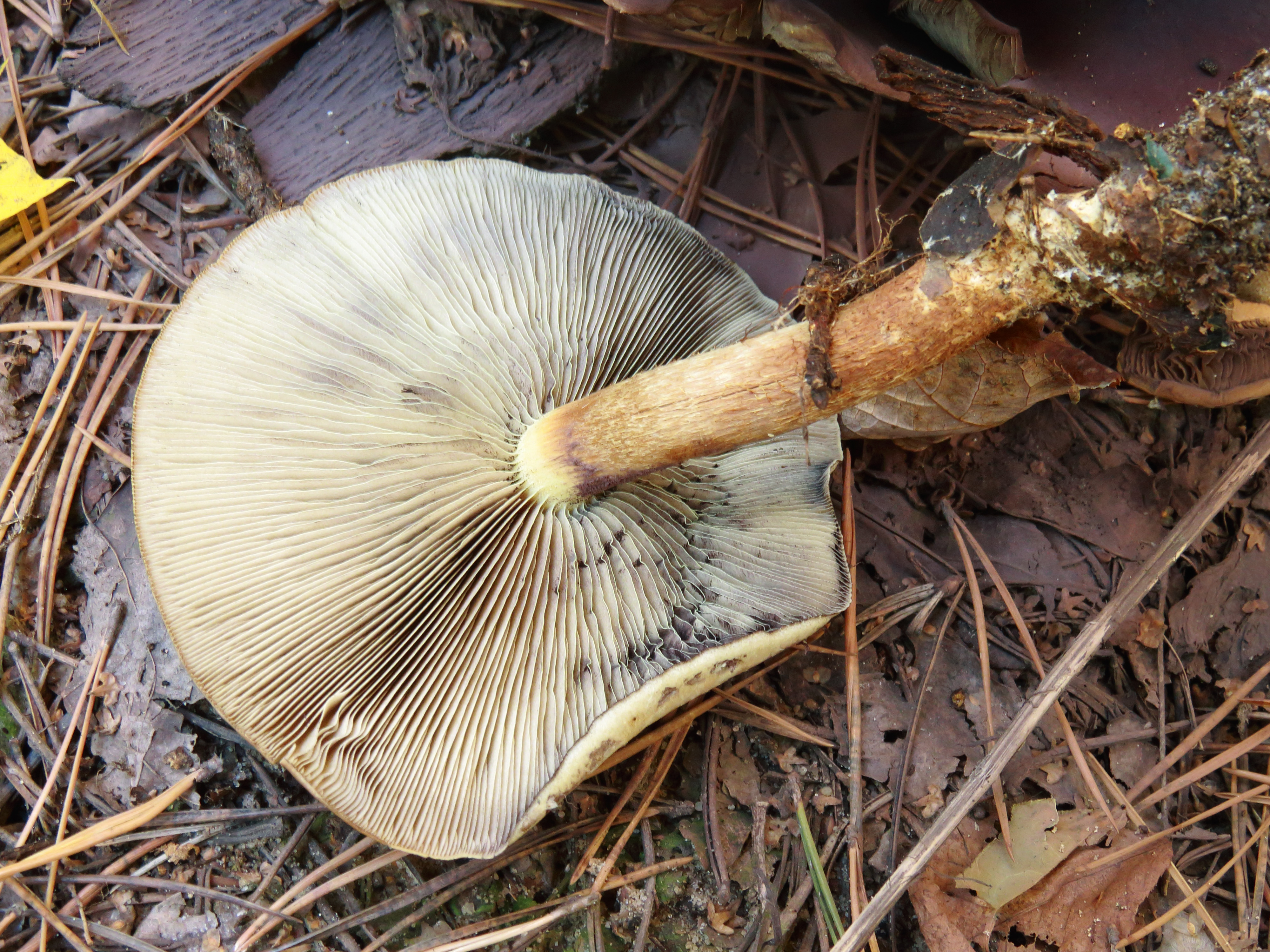
H. lateritium bătrână: lamele și picior
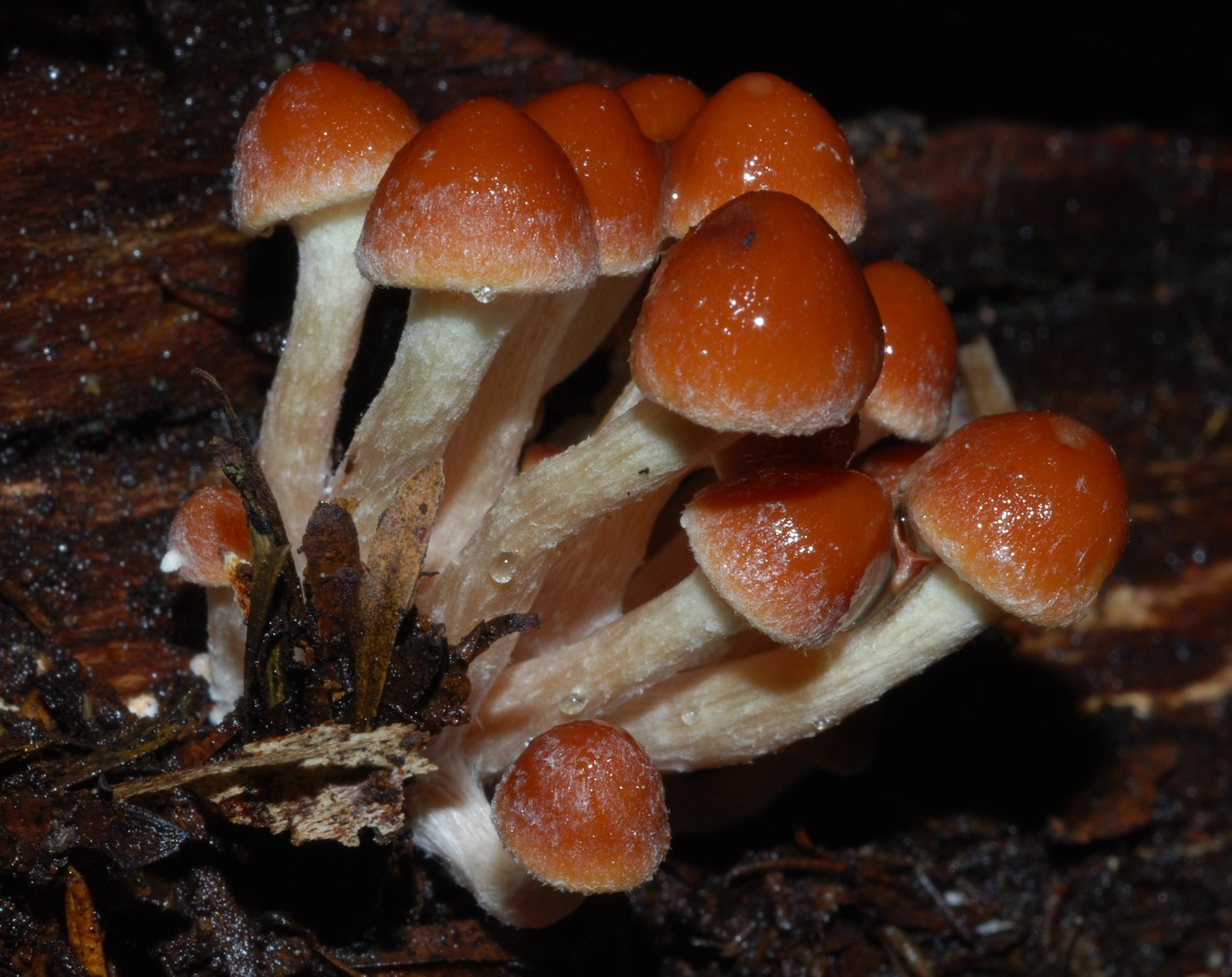
H. lateritium tinere
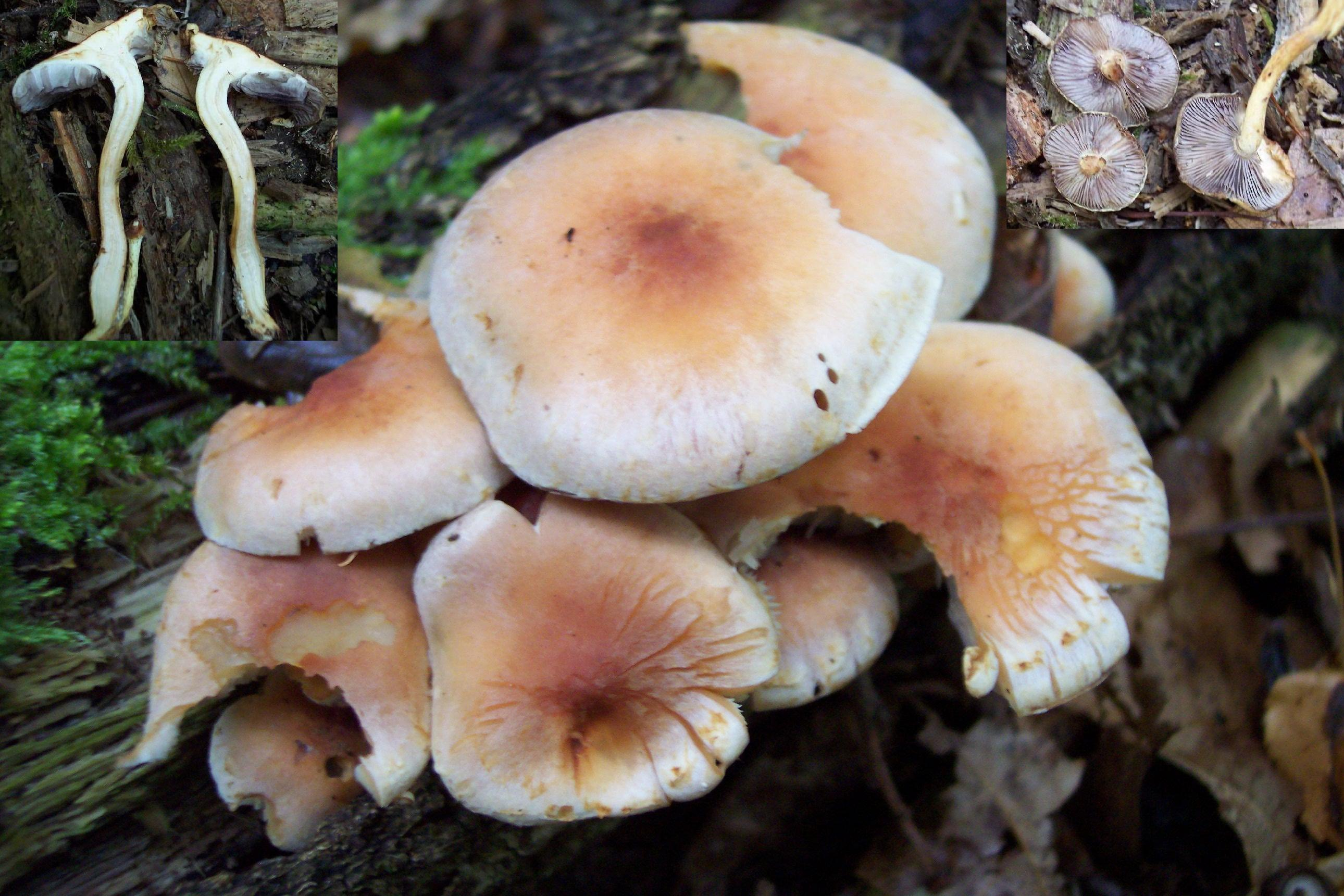
H. lateritium bătrâne
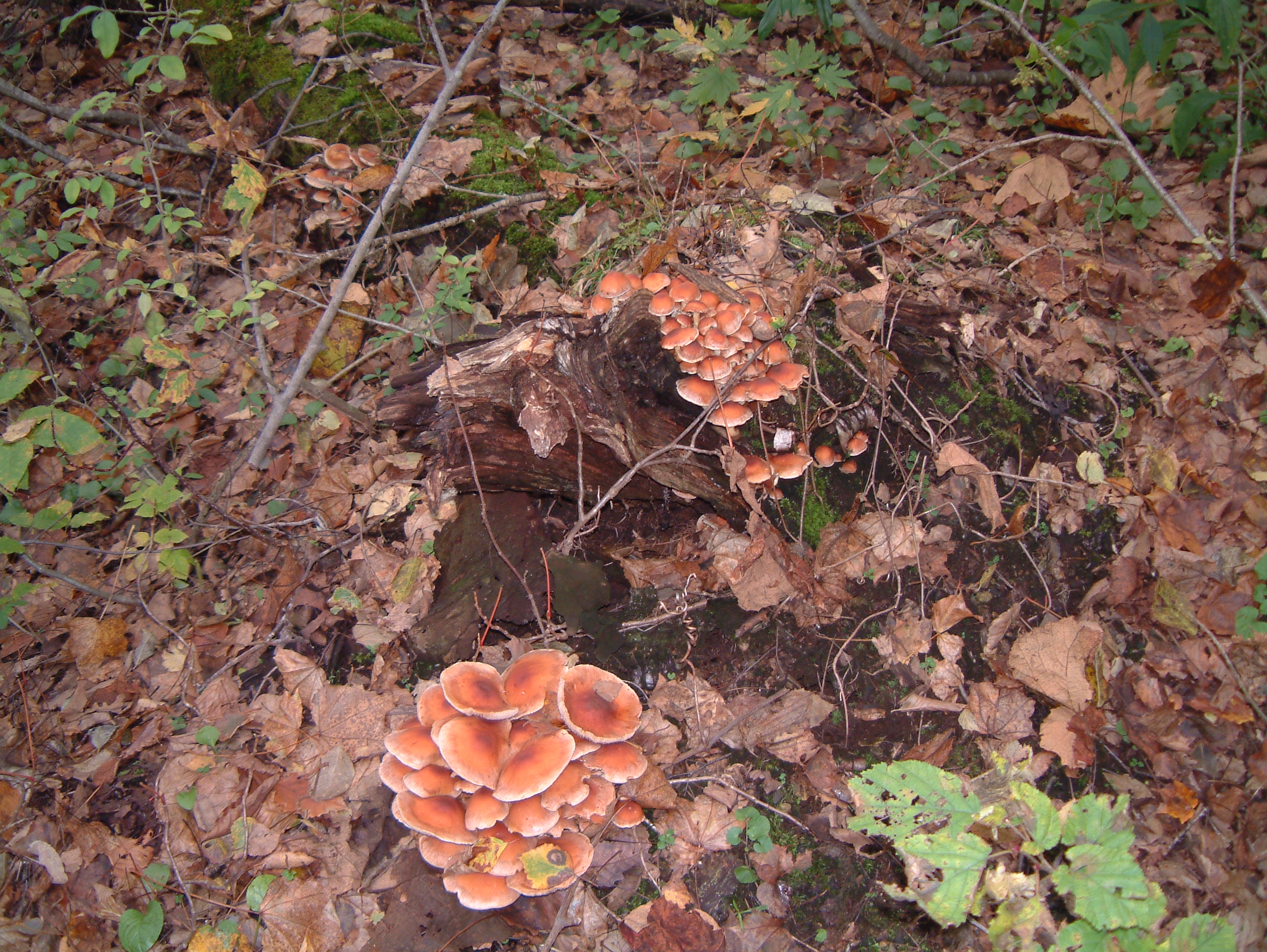
H. lateritium, tufă

## Confuzii
Hypholoma lateritium poate fi confundată cu alte specii saprofite crescătoare pe lemn atrofiat ca de exemplu cu letala Galerina marginata  sau delicioasele Armillaria mellea, Kuehneromyces mutabilis, sin. Galerina mutabilis, Pholiota mutabilis (gheba ciobanilor), Flammulina velutipes (ciuperca de iarnă) sau Psathyrella piluliformis. Mai departe o confuzie este posibilă cu Flammula alnicola sin. Pholiota alnicola (comestibilă) Hypholoma capnoides (comestibil), Hypholoma ericaeoides (necomestibil),  Hypholoma fasciculare (otrăvitor), Hypholoma marginatum (necomestibil), Hypholoma radicosum sin. Hypholoma epixanthum (necomestibil), Hypholoma ericaeoides (necomestibil),  sau Pholiota populnea sin. Pholiota destruens (necomestibilă, amară) și Stropharia aurantiaca (necomestibil).

## Specii asemănătoare în imagini

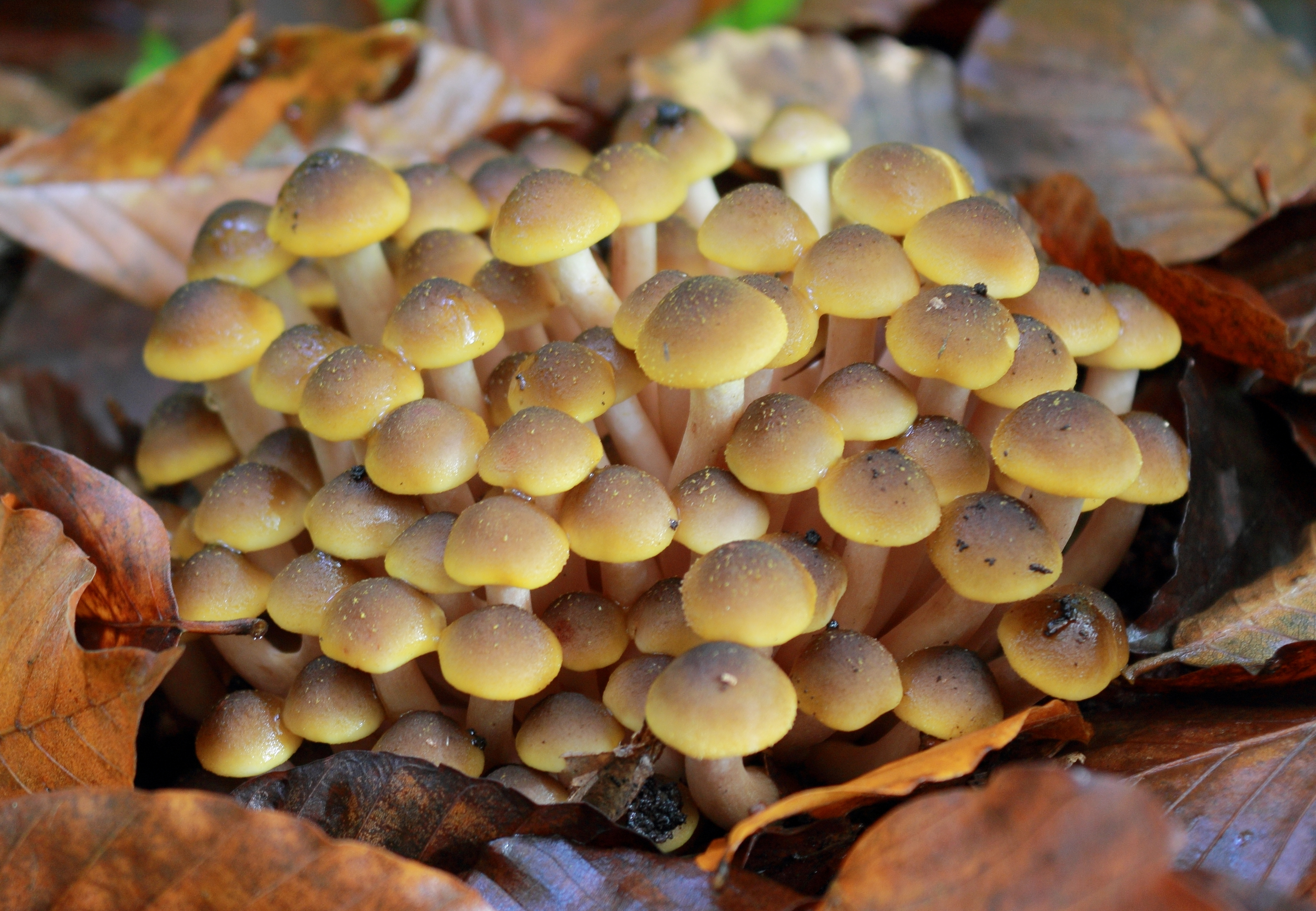
Armillaria mellea
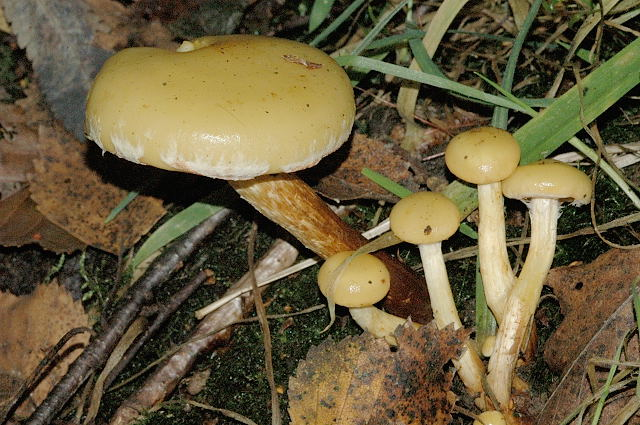
Flammula alnicola sin. Pholiota alnicola
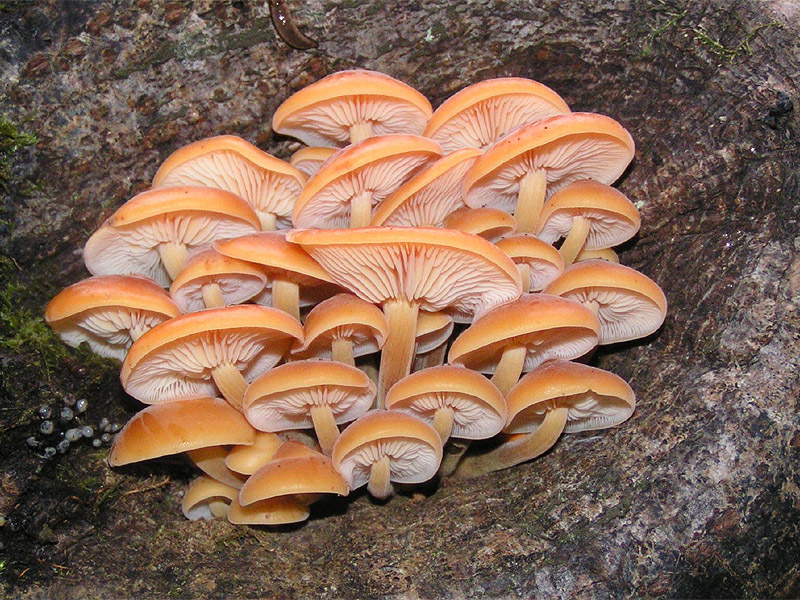
Flammulina velutipes
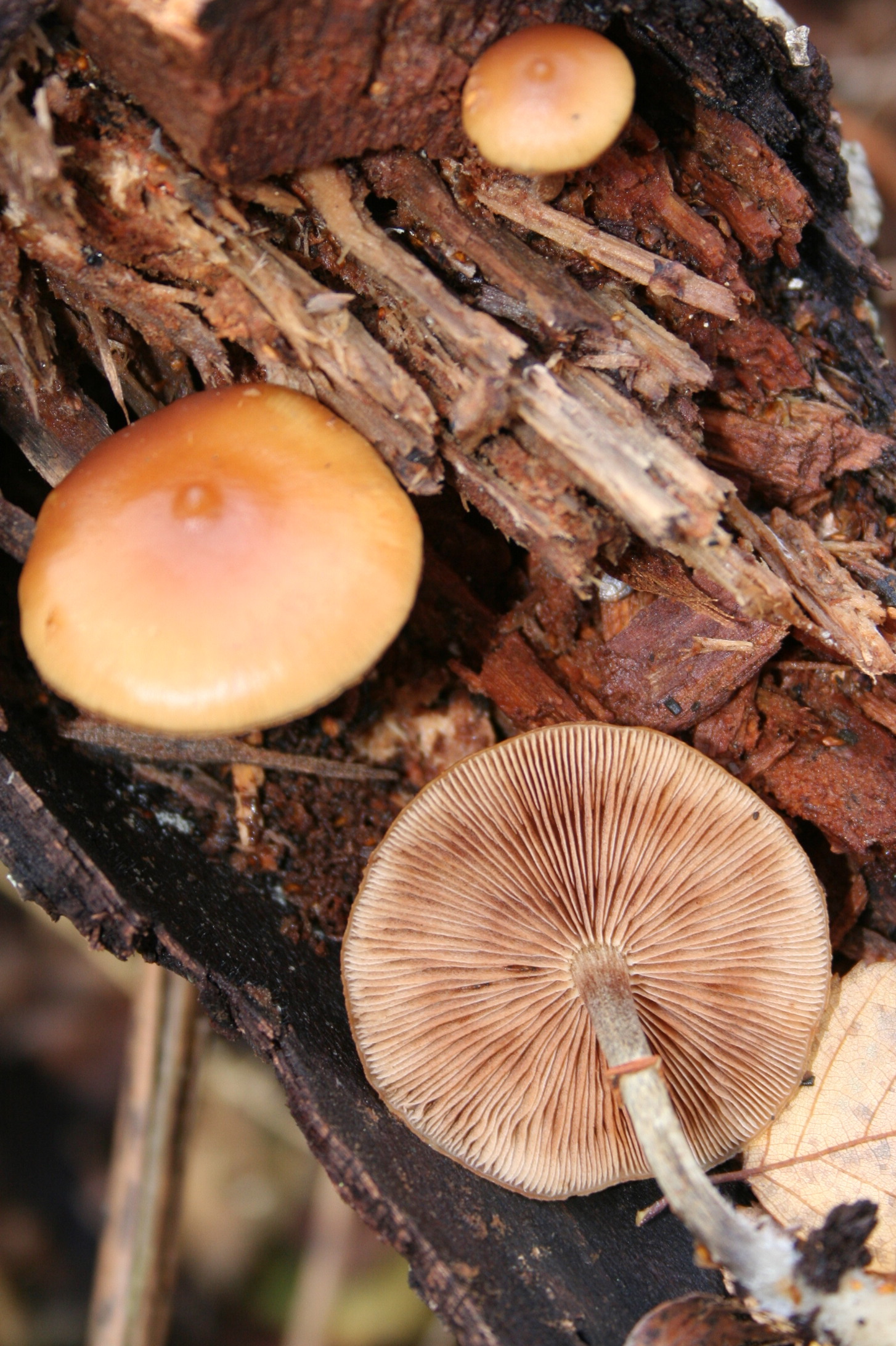
!!!Galerina marginata!!!
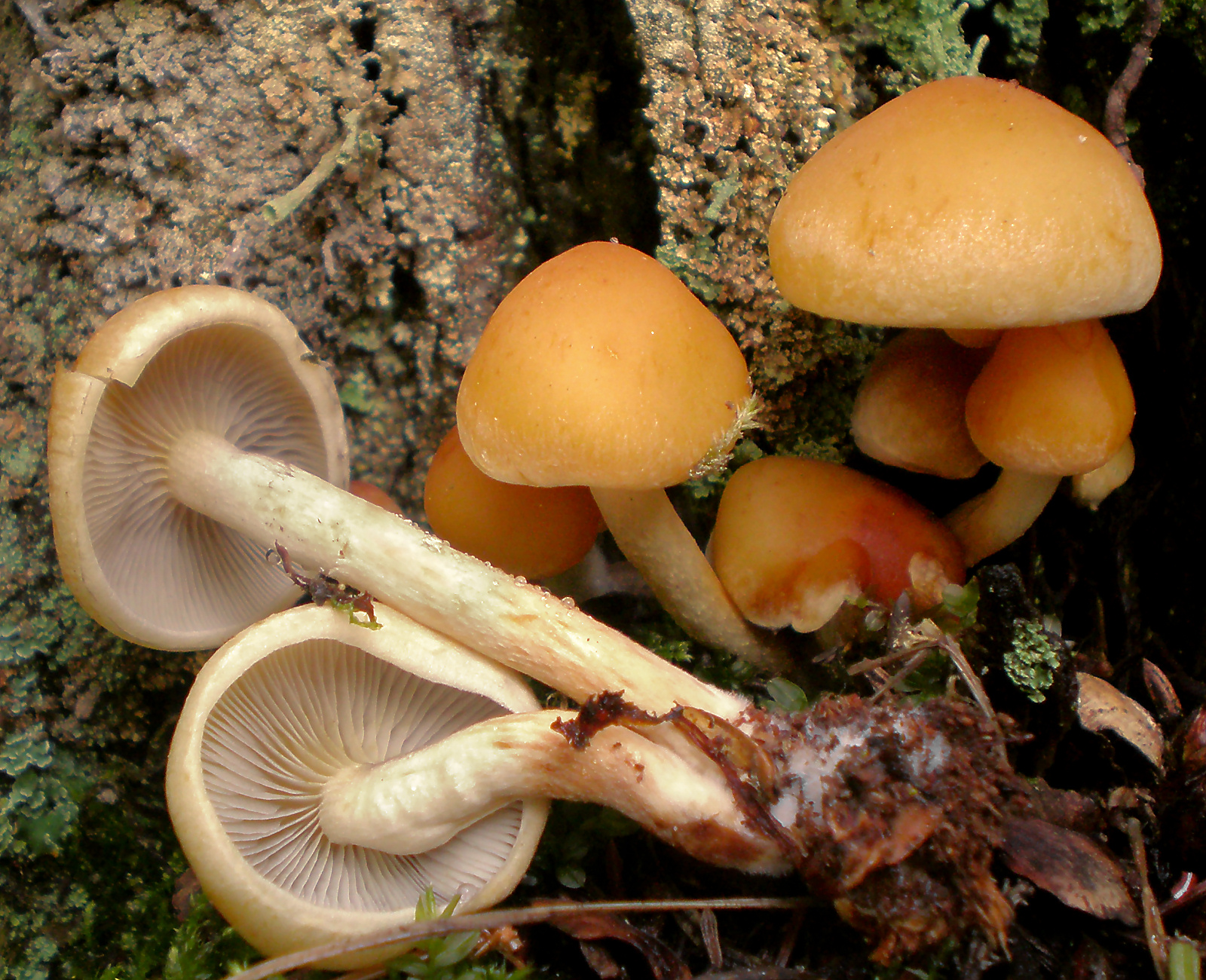
Hypholoma capnoides

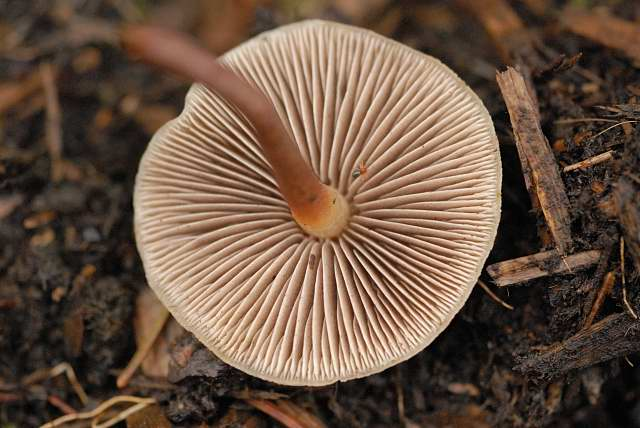
!Hypholoma ericaeoides!
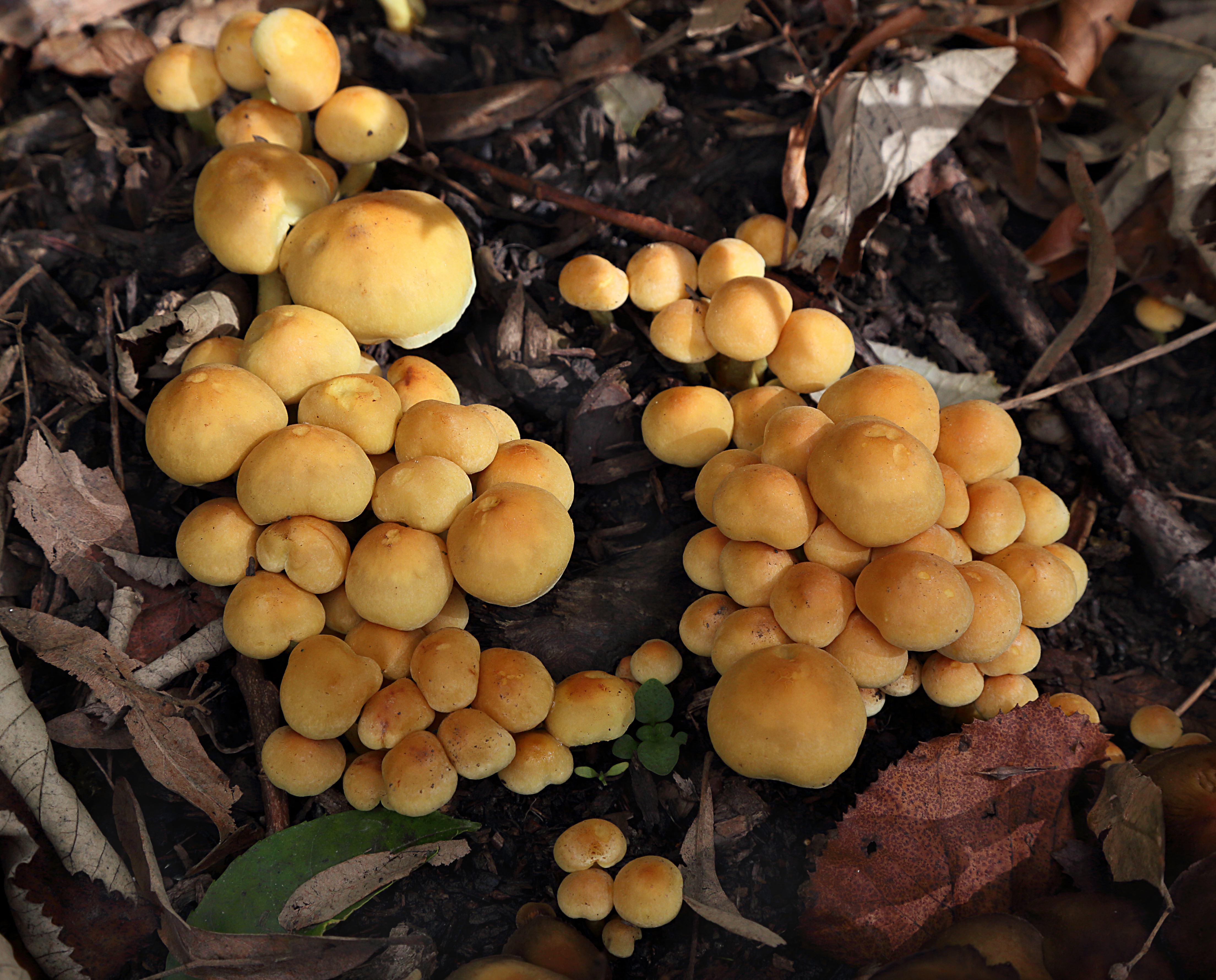
!!Hypholoma fasciculare!!
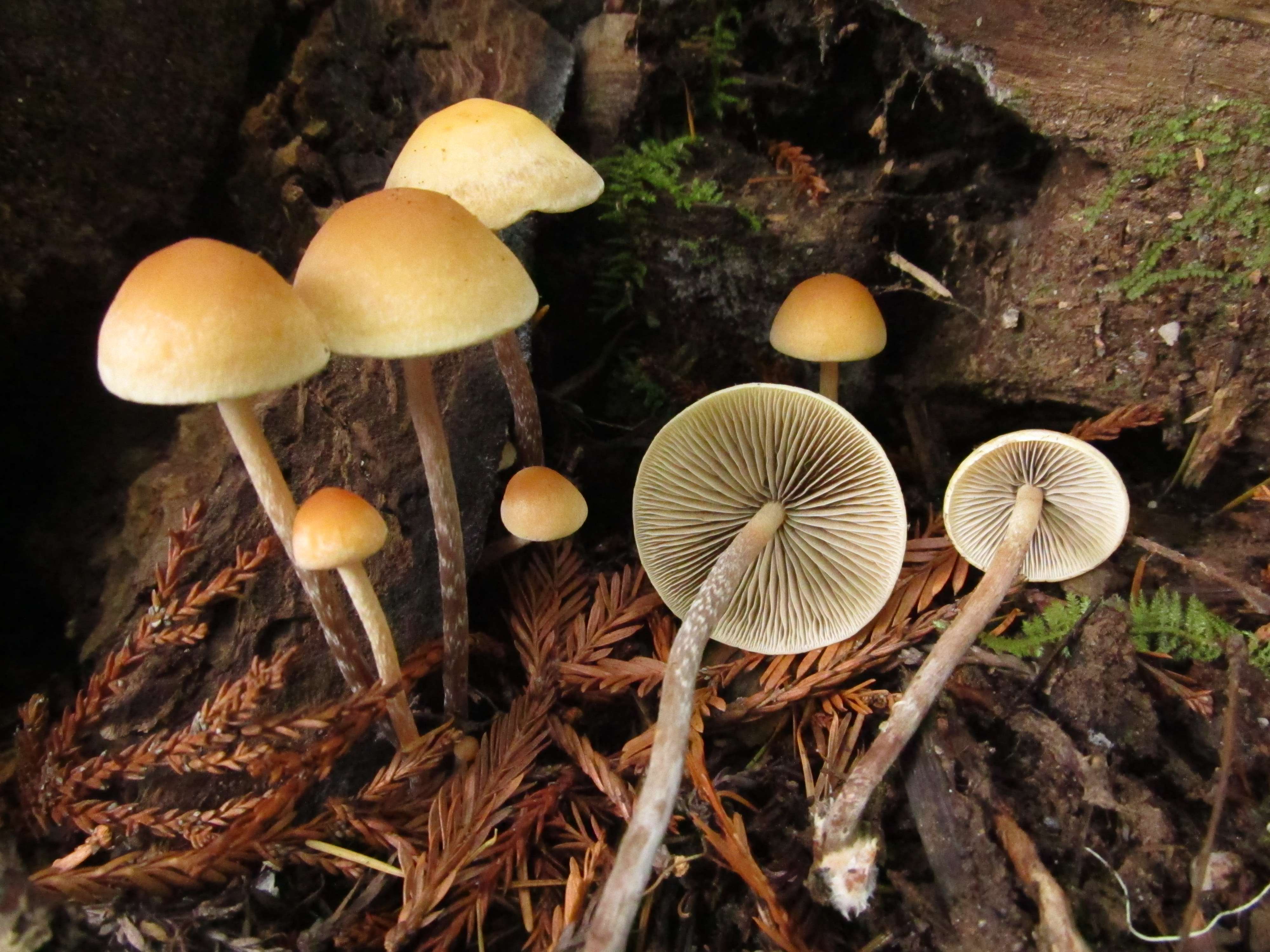
!Hypholoma marginatum!
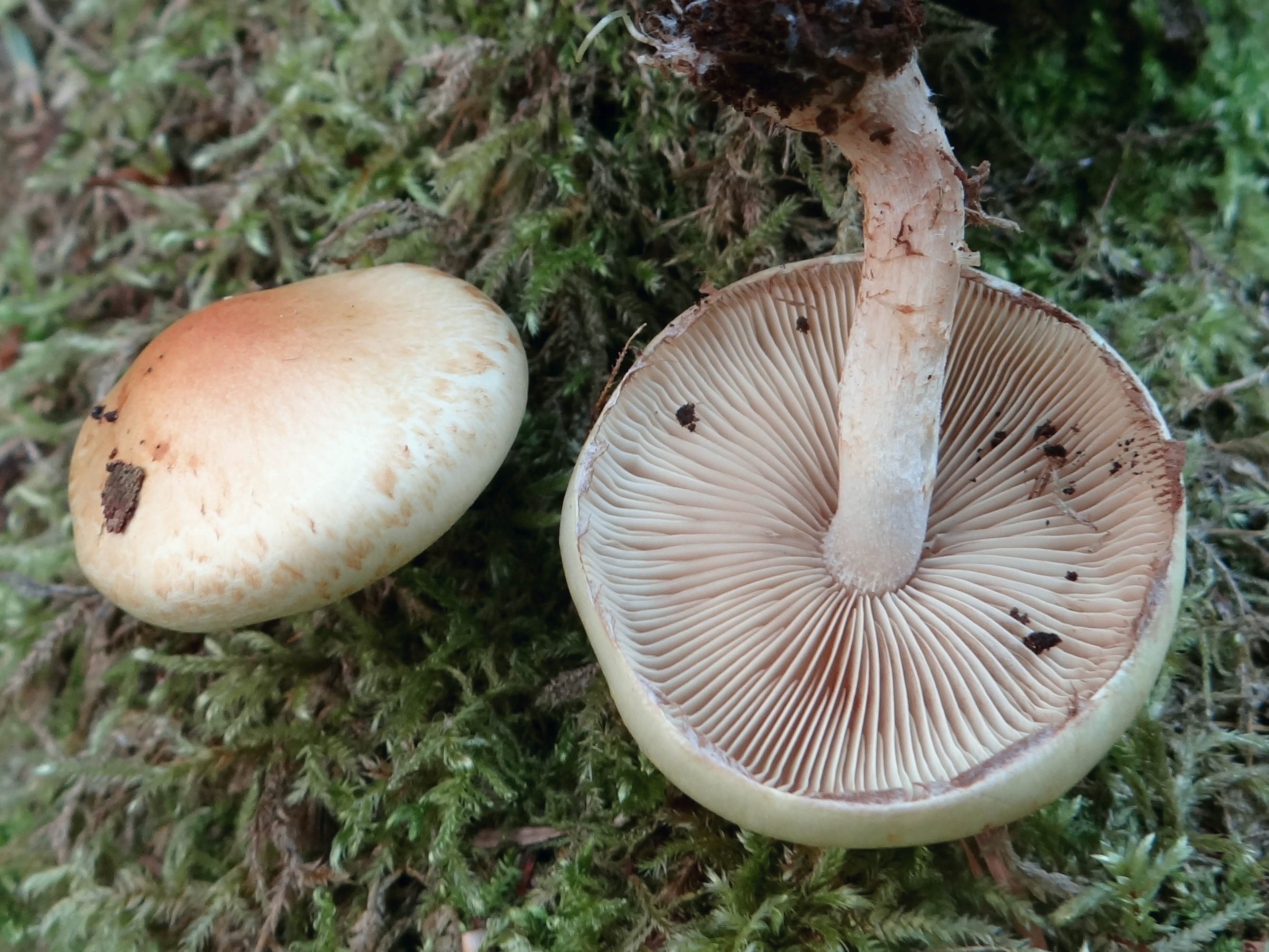
!Hypholoma radicosum sin. epixanthum!

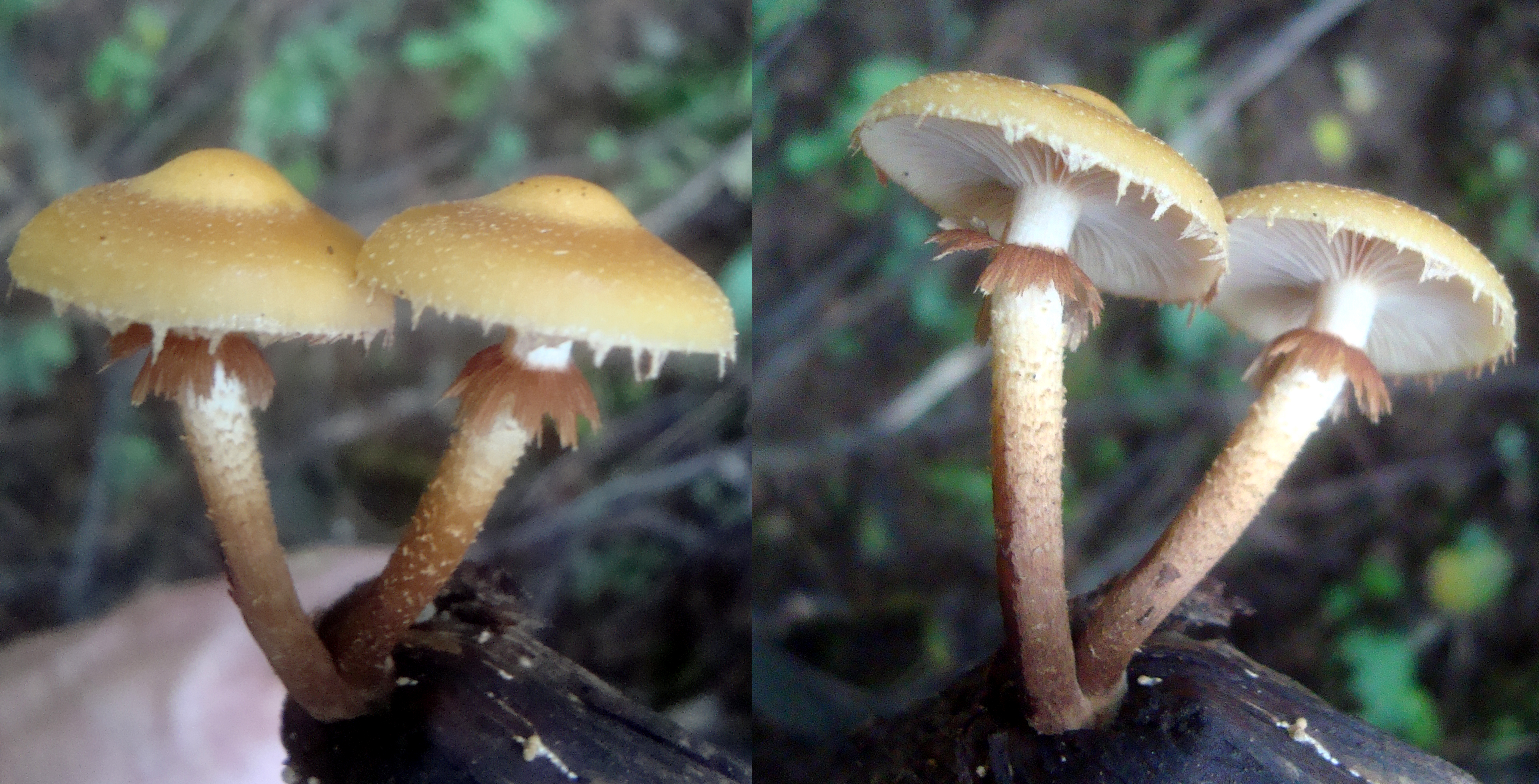
Kuehneromyces mutabilis
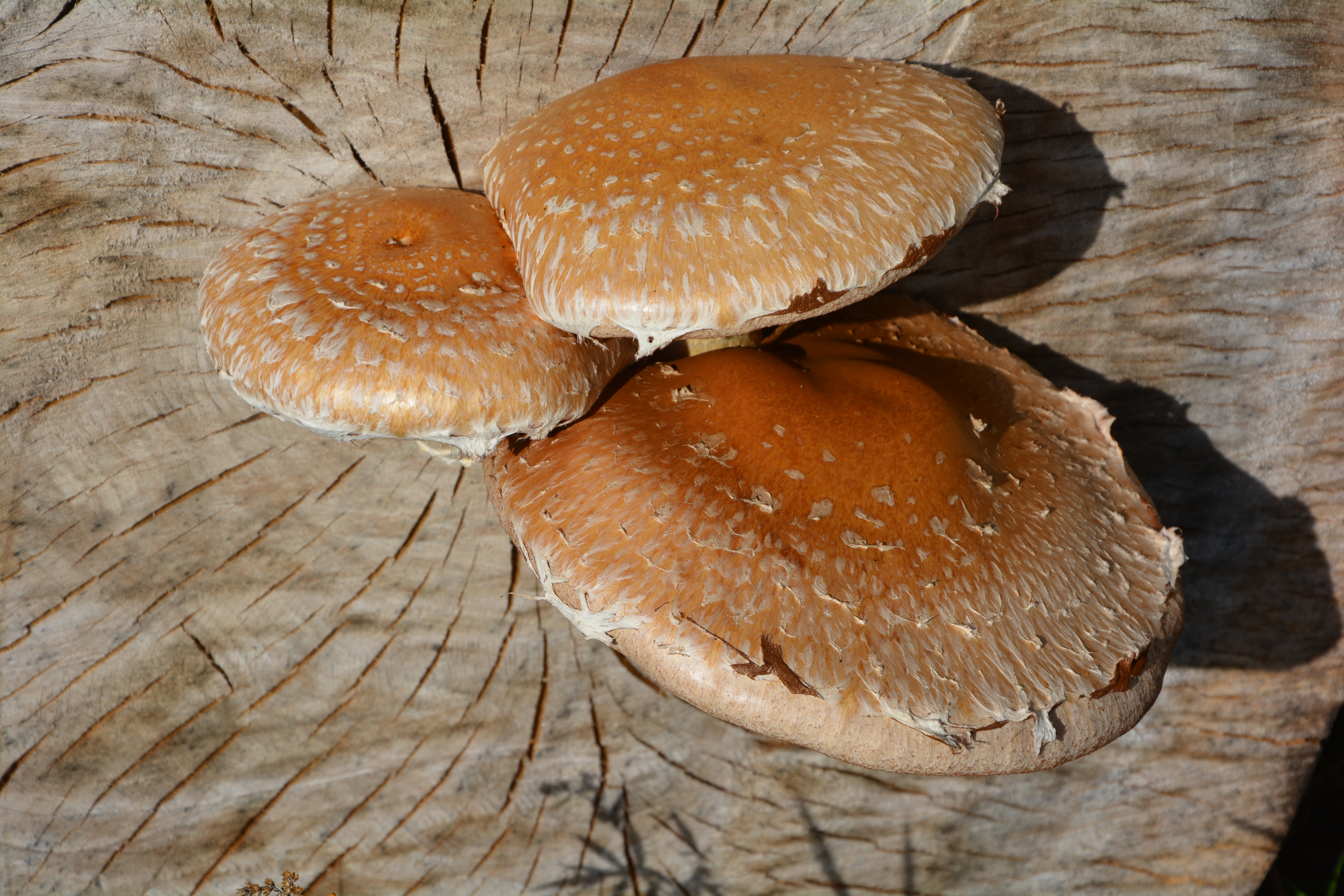
!Pholiota populnea!
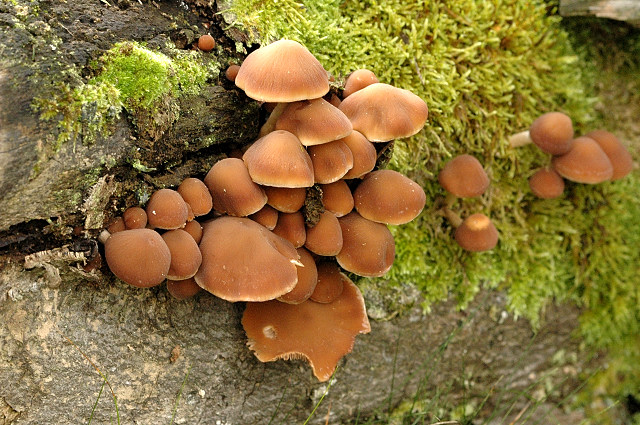
Psathyrella piluliformis
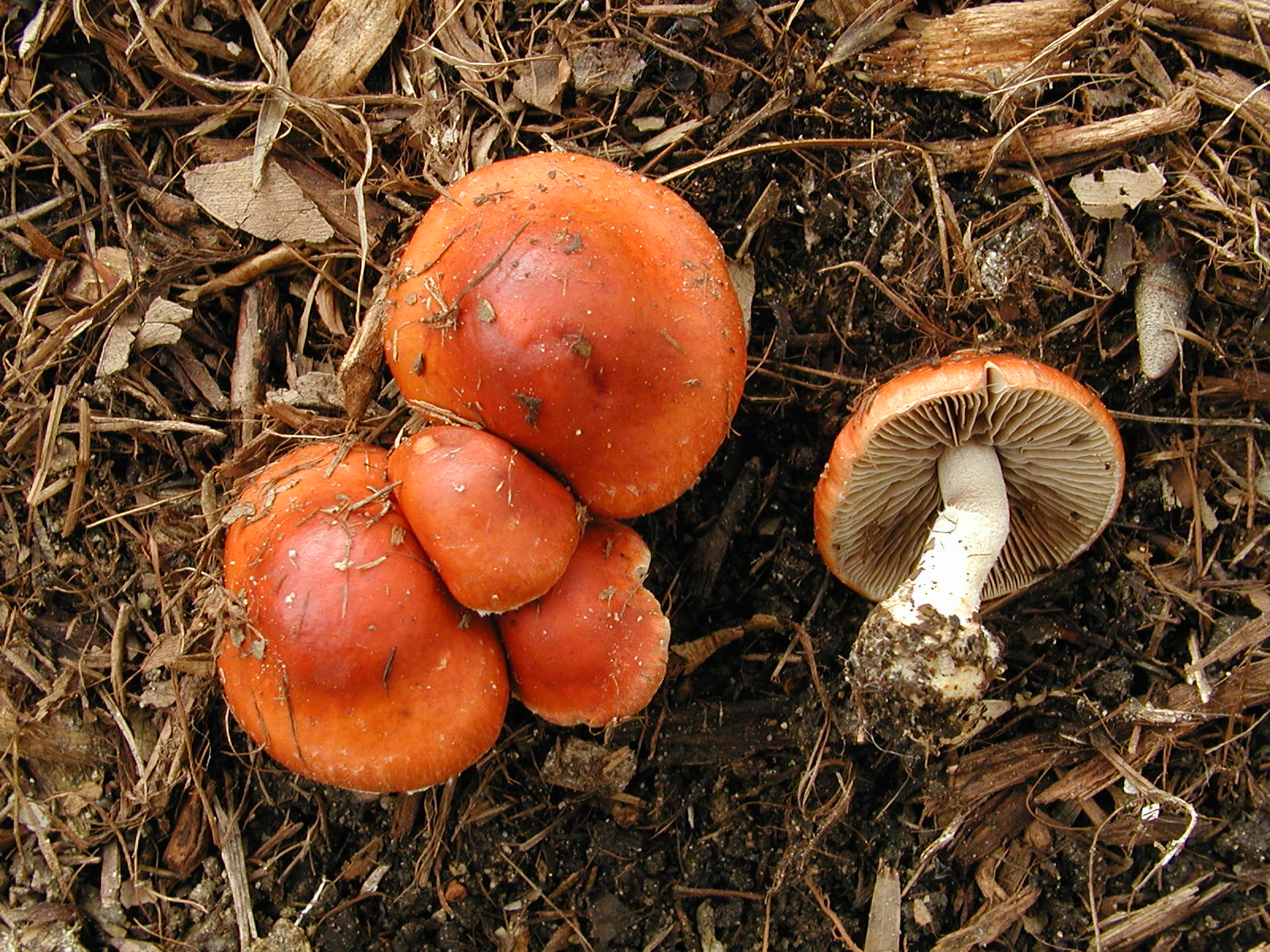
!Stropharia aurantiaca!

## Valorificare
Corpurile fructifere conțin fasciculol E și fasciculol F, două (triterpene), care au un efect toxic cel puțin asupra animalelor dar irită de asemenea membranele mucoase ale tractului digestiv și pot provoca sindromul gastrointestinal cu vomă și diaree la om.
Mai departe s-a extras din burete acidul clavaric (un alt triterpen), care are un efect cancerigen. Acidul clavaric a fost descoperit de Merck Research Laboratories într-un screening aleatoriu a extractelor naturale ale speciei. El este un inhibitor reversibil al farnesiltransferazei cu un IC50 de 1,3 μM.
În sfârșit, au fost  detectate cantități mari de toxine care declanșează hemoliza (degenerarea a celulelor roșii) precum aglutinină care provoacă aglutinarea a celulelor roșii). Acești compuși sunt termic instabili, dar nu-si pierd efectele în permanență.
Menționare. Ghebele cărămizii sunt considerate și necomestibile din cauza gustului lor în mare parte amar. Dar în SUA (Brick Cap) și Japonia (Kuritake) specia este destul de mult și cultivată,  pierzând probabil astfel marea parte a amărăciunii, dar nu toxinele. Dați vă rog seama, că toți micologii numiți în bibliografia de mai jos declară specia necomestibilă, suspectă sau toxică.
Soiul poate fi folosit pentru vopsit. Conține între altele coloranții hispidin (galben-maro) și noriangonin (portocaliu). Culorile care pot fi efectuate tind de la galben la galben-verde. Dar sunt destul de slabe.